# Гизберт фон Бронкхорст-Батенбург
Гизберт фон Бронкхорст-Батенбург (на немски: Gisbert von Bronckhorst-Batenburg; † между 28 юли/31 декември 1429) от фамилията Бронкхорст, е господар на замъците Батенбург (във Вихен в Гелдерланд) и Анхолт (днес част от Иселбург в Северен Рейн-Вестфалия) и рицар.

## Биография
Той е единственият син на Дирк фон Бронкхорст-Батенбург († 1407) и съпругата му Елизабет фон Утенхофен († ок. 1407), вдовица на Валравен ван Бертхут († 1361), дъщеря на Йохан фон Утенхове и фон Херлаер. Внук е на Гизберт V фон Бронкхорст-Батенбург († 1356).
През 1402 г., чрез женитбата му с Маргарета фон Гемен, замъкът Анхолт отива на Гизберт фон Бронкхорст-Батенбург. Император Сигизмунд Люксембургски одобрява през 1431 г. правата на фамилията Бронкхорст-Батенбург да притежава замъка.

## Фамилия
Гизберт се жени на 12 април 1388 г. за Маргарета фон Гемен († сл. 1412), дъщеря на Херман фон Гемен († сл. 1352/пр. 1399) и Герберга фон Анхолт-Цуилен († сл. 1399). Те имат четири деца:
- Дирк фон Бронкхорст-Батенбург-Анхолт (* ок. 1400; † сл. 27 ноември 1451), господар на Батенбург, Анхолт, Гронзфелт-Римбург, женен за Катарина фон Гронсфелд (ок. 1405 – сл. 1472)
- Хермана фон Бронкхорст († сл. 1439), омъжена за Вилхелм фон Гелдерн-Юлих († сл. 1439)
- Гизберт фон Бронкхорст († сл. 1429)
- ? Йохан фон Бронкхорст († 3 февруари 1427)

## Галерия
- Батенбург 1674 (J. de Grave)
- Замък Анхолт